# 李善 (正統進士)
李善（1411年—？），字元吉，陝西鳳翔府岐山縣人，軍籍。明朝政治人物。進士出身。

## 生平
陝西鄉試第十名。正統四年（1439年）己未科進士。天順二年（1458年）任直隸真定府知府。

## 家族
曾祖李賢。祖父李仲祥。父亲李鑑。